# SEHA-Liga 2016/17
Die SEHA-Liga ist ein supranationaler Handball-Wettbewerb, der in der Saison 2016/17 in seine sechste Saison geht. Veranstalter ist die South Eastern Handball Association. Die weiterhin zehn teilnehmenden Mannschaften der sechsten Saison kamen aus Bosnien und Herzegowina, Kroatien, Nordmazedonien, Slowakei, Slowenien, Ungarn und Belarus. Auch in diesem Jahr hat Serbien seine beiden Vertreter nicht zur Liga gemeldet. Aus diesem Grund wurden zwei Teams aus Slowenien nachnominiert. Meister in der sechsten Spielzeit wurde RK Vardar Skopje aus Nordmazedonien.

## Teilnehmer
| Wappen | Verein               | Land                    | Bisherige Teilnahmen an der SEHA-Liga  | Titel          |
| ------ | -------------------- | ----------------------- | -------------------------------------- | -------------- |
|        | HRK Izviđač Ljubuški | Bosnien und Herzegowina | 3 (2011, 2012, 2016)                   |                |
|        | PPD Zagreb           | Kroatien                | 6 (2011, 2012, 2013, 2014, 2015, 2016) | 1 (2013)       |
|        | RK Nexe Našice       | Kroatien                | 6 (2011, 2012, 2013, 2014, 2015, 2016) |                |
|        | RK Metalurg Skopje   | Nordmazedonien          | 5 (2011, 2012, 2013, 2014, 2016)       |                |
|        | RK Vardar Skopje     | Nordmazedonien          | 6 (2011, 2012, 2013, 2014, 2015, 2016) | 2 (2012, 2014) |
|        | HT Tatran Prešov     | Slowakei                | 6 (2011, 2012, 2013, 2014, 2015, 2016) |                |
|        | RK Celje             | Slowenien               | 1 (2016)                               |                |
|        | RK Gorenje Velenje   | Slowenien               | 1 (2016)                               |                |
|        | Telekom Veszprém     | Ungarn                  | 3 (2014, 2015, 2016)                   | 2 (2015, 2016) |
|        | Meshkov Brest        | Belarus                 | 5 (2012, 2013, 2014, 2015, 2016)       |                |

## Modus
Die zehn Teilnehmer treten in der Hauptrunde in einer Liga jeweils zweimal gegeneinander an. Einmal in heimischer Halle und einmal auswärts. Die besten vier Teams qualifizieren sich nach Abschluss der Runde für die Play-offs, die im sechsten Jahr in Brest in Belarus ausgetragen wurden. Ungewöhnlich für den Handball ist die Punktvergabe in der Liga. Der in der SEHA federführende Handball-Verband Bosnien-Herzegowinas hat dabei das auch in der heimischen Liga angewendete System der sogenannten „englischen Tabelle“ übernommen, in dem es drei Punkte für einen Sieg und einen für ein Remis gibt.